# Mali Podol
Mali Podol is een plaats in de gemeente Cres in de Kroatische provincie Primorje-Gorski Kotar. De plaats telt 4 inwoners (2001).